# Фармингтон (Мисури)
Фармингтон (енгл. Farmington) град је у америчкој савезној држави Мисури.

## Демографија
По попису из 2010. године број становника је 16.240, што је 2.316 (16,6%) становника више него 2000. године.
| Група             | 2000.          | 2010.          |
| Белци             | 12.408 (89,1%) | 14.483 (89,2%) |
| Афроамериканци    | 1.025 (7,4%)   | 1.160 (7,1%)   |
| Азијати           | 102 (0,7%)     | 130 (0,8%)     |
| Хиспаноамериканци | 161 (1,2%)     | 247 (1,5%)     |
| Укупно            | 13.924         | 16.240         |